# کاکامیگاهارا، گیفو
کاکامیگاهارا در استان گیفو در کشور ژاپن  واقع شده‌است  که دارای جمعیت ۱۴۵٬۱۲۶ نفر و مساحت ۸۷٫۷۷ کیلومتر مربع با تراکم جمعیت ۱٬۶۵۳  نفر در کیلومترمربع است و در تاریخ ۱ آوریل ۱۹۶۳ به عنوان شهر شناخته شد.